# Jaipongan

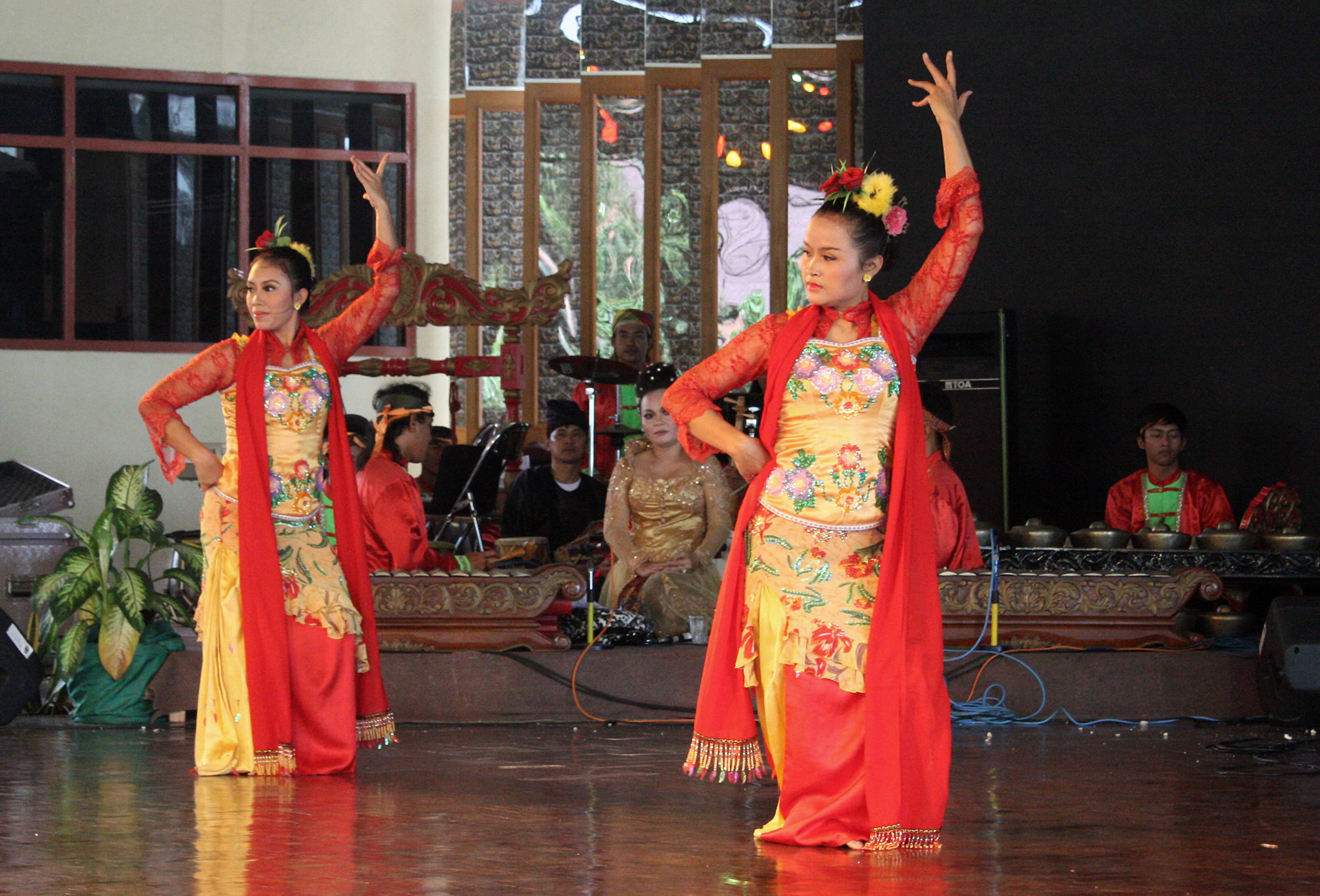
Danseuse de jaipongan

Le jaipongan est un style de danse originaire du pays Sunda, dans la province indonésienne de Java occidental. Il a été créé au début des années 1970 à Bandung, capitale administrative et culturelle de la province, par un chorégraphe sundanais, Gugum Gumbira, en réaction à une interdiction par le président Soekarno en 1961 de la musique occidentale, notamment le rock 'n' roll.
Le jaipongan est basé sur un style de danse villageoise appelée ketuk tilu, qui avait mauvaise réputation dans la bonne société urbaine sundanaise en raison de ses mouvements très suggestifs. Lancé en 1974, le jaipongan connut immédiatement un énorme succès. Des tentatives, par certains milieux musulmans, de le faire interdire pour immoralité ne firent que le rendre encore plus populaire.
Danse de société, le jaipongan se pratique notamment lors de mariages. Il est également devenu très populaire comme spectacle, qu'il soit exécuté par des femmes, des couples mixtes ou en solo.

## Voir
- Jaipong Subang